# Липко, Александр Валерьевич
Алекса́ндр Вале́рьевич Липко́ (род. 18 августа 1975 года, Краснодар, СССР) — российский футболист, выступавший на позиции защитника, тренер, футбольный функционер.

## Карьера

### Футболиста
Воспитанник краснодарской СДЮШ-5. Первый тренер — Михаил Васильевич Афонин. Профессиональную карьеру начал в 1992 году московском «Спартаке».
11 мая 1996 года в финальном матче Кубка России по футболу забил свой единственный гол за «Спартак».
Участник золотого матча 1996 года.
По окончании сезона 1996 года ушёл из «Спартака» и играл в различных клубах высшего и первого дивизионов. Четырежды выходил из первого дивизиона в высший (1998 — с «Локомотивом» (НН), 2001 — с «Шинником», 2002 — с «Рубином», 2004 — с «Тереком»). По состоянию на 2004 год такого достижения добился только Геннадий Сёмин. Финалист Суперкубка России (2005) («Терек»). В 2008 году с «Нижним Новгородом» вышел в Первый дивизион, команда 3-е место в зоне «Центр» и заменила одну из команд.

### Тренера и функционера
С 2010 по 2012 год работал в структуре нижегородской «Волги». Сначала функционером, был начальником селекционного отдела затем спортивным директором, с приходом Дмитрия Черышева летом 2011 года, перешёл на тренерскую работу был помощником главного тренера. В 2013—2014 годах — ассистент Дмитрия Черышева, главного тренера молодёжного состава «Зенита» (Санкт-Петербург). В 2014—2016 года опять занимал должность спортивного директора в нижегородской «Волге». С 1 июля 2016 года по 9 января 2020 — спортивный директор клуба «Олимпиец»/«Нижний Новгород». В марте 2022 года пополнил тренерский штаб клуба ФНЛ «Текстильщик» (Иваново)

## Достижения
- Чемпион России 1996 года («Спартак»)
- Обладатель Кубка России 2004 года («Терек»)
- Финалист Кубка России 1996 года («Спартак»)